# 各務原市消防本部
各務原市消防本部（かかみがはらししょうぼうほんぶ）は、岐阜県各務原市の消防部局（消防本部）。各務原市役所の東に隣接して建つ西部方面消防署に設置されている。管轄区域は各務原市全域。

## 概要
- 消防本部：各務原市那加桜町1-69
- 管内面積：87.81km2
- 職員定数：181人
- 消防署2カ所、分署2カ所、出張所3カ所
- 主力機械（2018年4月1日現在）
  - 普通消防ポンプ自動車：4
  - 水槽付消防ポンプ自動車：7
  - はしご付消防自動車：1
  - 屈折はしご付消防自動車：1
  - 化学消防自動車：2
  - 救急自動車：8
  - 救助工作車：2
  - 小型動力ポンプ付水槽車：1
  - 指揮車：1
  - 広報車：1
  - 査察車：4
  - 資機材搬送車：2
  - 連絡車：3
  - その他：9

## 沿革
- 1965年3月1日 - 各務原市消防本部・各務原市消防署を設置する。
- 1969年4月1日 - 東消防署を設置し、各務原市消防署を西消防署に改称する。
- 1976年4月1日 - 北消防署を設置する。
- 1980年4月1日 - 南消防署を設置する。
- 1985年3月1日 - みどり坂出張所を開設する。
- 1986年4月1日 - 尾崎出張所を開設する。
- 2004年11月1日 - 羽島郡川島町を編入する。
  - 川島町は、羽島郡広域連合を合併前日をもって脱退し、旧川島町の区域に限り、各務原市が羽島郡広域連合に加入する。
- 2005年3月31日 - 各務原市が羽島郡広域連合を脱退する。
- 2005年4月1日 - 旧川島町の区域の消防事務を各務原市が承継する。
  - 羽島郡広域連合消防本部の東消防署川島分署を、各務原市消防本部の西消防署川島分署とする。
- 2010年4月1日 - 西消防署を西部方面消防署に、東消防署を東部方面消防署に、南消防署を西部方面消防署南出張所に、北消防署を東部方面消防署北分署にそれぞれ改称する。
- 2013年4月1日 - 高機能消防指令システムを更新。
- 2016年3月 - 川島分署が移転。

## 組織
- 本部 - 総務課、予防課、救急指令課
- 消防署

## 消防署
| 消防署         | 住所            | 分署                    | 出張所                              |
| -------------- | --------------- | ----------------------- | ----------------------------------- |
| 西部方面消防署 | 那加桜町1-69    | 川島：川島河田町1029-47 | 尾崎：尾崎西町1-7-2 南：前渡北町1-4 |
| 東部方面消防署 | 鵜沼羽場町1-181 | 北：蘇原東門町3-49-1    | みどり坂：鵜沼東町7-65              |